# Golden City (Missouri)
Pour les articles homonymes, voir Golden City (homonymie).
Golden City est une ville du comté de Barton, dans le Missouri, aux États-Unis,. Située au sud-est du comté, elle est incorporée en 1881.

## Démographie
Lors du recensement de 2010, la ville comptait une population de 765 habitants. Elle est estimée, en 2016, à 731 habitants.

## Source de la traduction
- (en) Cet article est partiellement ou en totalité issu de l’article de Wikipédia en anglais intitulé « Golden City, Missouri » (voir la liste des auteurs).